# Plavání na mistrovství světa v plaveckých sportech 2025
Závody v plavání v olympijském 50 m bazénu na mistrovství světa v plaveckých sportech za rok 2025 proběhly v Singapuru ve dnech 27. července až 3. srpna 2025.

## Výsledky

### Individuální disciplíny
| Muži                 | Zlato                       | Zlato     | Stříbro                                      | Stříbro    | Bronz                                         | Bronz    |
| -------------------- | --------------------------- | --------- | -------------------------------------------- | ---------- | --------------------------------------------- | -------- |
| 50 m volný způsob    | Cameron McEvoy (AUS)        | 21,14     | Ben Proud (GBR)                              | 21,26      | Jack Alexy (USA)                              | 21,46    |
| 100 m volný způsob   | David Popovici (ROM)        | 46,51 ER  | Jack Alexy (USA)                             | 46,92      | Kyle Chalmers (AUS)                           | 47,17    |
| 200 m volný způsob   | David Popovici (ROM)        | 1:43,53   | Luke Hobson (USA)                            | 1:43,84    | Tacuja Murasa (JPN)                           | 1:44,54  |
| 400 m volný způsob   | Lukas Märtens (GER)         | 3:42,35   | Samuel Short (AUS)                           | 3:42,37    | Kim Woo-min (KOR)                             | 3:42,60  |
| 800 m volný způsob   | Ahmed Džavádí (TUN)         | 7:36,88   | Sven Schwarz (GER)                           | 7:39,96    | Lukas Märtens (GER)                           | 7:40,19  |
| 1500 m volný způsob  | Ahmed Džavádí (TUN)         | 14:34,41  | Sven Schwarz (GER)                           | 14:35,69   | Bobby Finke (USA)                             | 14:36,60 |
| 50 m znak            | Kliment Kolesnikov (AIN)    | 23,68     | Pieter Coetze (RSA) Pavel Samusenko (AIN)    | 24,17      |                                               |          |
| 100 m znak           | Pieter Coetze (RSA)         | 51,85     | Thomas Ceccon (ITA)                          | 51,90      | Yohann Ndoye-Brouard (FRA)                    | 51,92    |
| 200 m znak           | Hubert Kós (HUN)            | 1:53,19ER | Pieter Coetze (RSA)                          | 1:53,26    | Yohann Ndoye-Brouard (FRA)                    | 1:54,62  |
| 50 m motýlek         | Maxime Grousset (FRA)       | 22,48     | Noè Ponti (SUI)                              | 22,51      | Thomas Ceccon (ITA)                           | 22,67    |
| 100 m motýlek        | Maxime Grousset (FRA)       | 49,62 ER  | Noè Ponti (SUI)                              | 49,83      | Ilya Kharun (CAN)                             | 50,07    |
| 200 m motýlek        | Luca Urlando (USA)          | 1:51,87   | Krzysztof Chmielewski (POL)                  | 1:52,64    | Harrison Turner (AUS)                         | 1:54,17  |
| 50 m prsa            | Simone Cerasuolo (ITA)      | 26,54     | Kirill Prigoda (AIN)                         | 26,62      | Čchin Chaj-jang (CHN)                         | 26,67    |
| 100 m prsa           | Čchin Chaj-jang (CHN)       | 58,23     | Nicolò Martinenghi (ITA)                     | 58,58      | Denis Petrašov (KGZ)                          | 58,88    |
| 200 m prsa           | Čchin Chaj-jang (CHN)       | 2:07,41   | Ippei Watanabe (JPN)                         | 2:07,70    | Caspar Corbeau (NED)                          | 2:07,73  |
| 200 m polohový závod | Léon Marchand (FRA)         | 1:53,68   | Shaine Casas (USA)                           | 1:54,30    | Hubert Kós (HUN)                              | 1:55,34  |
| 400 m polohový závod | Léon Marchand (FRA)         | 4:04,73   | Tomojuki Macušita (JPN)                      | 4:08,32    | Ilja Borodin (AIN)                            | 4:09,16  |
| Ženy                 | Zlato                       | Zlato     | Stříbro                                      | Stříbro    | Bronz                                         | Bronz    |
| 50 m volný způsob    | Meg Harrisová (AUS)         | 24,02     | Wu Čching-feng (CHN)                         | 24,26      | Čcheng Jü-ťie (CHN)                           | 24,28    |
| 100 m volný způsob   | Marrit Steenbergenová (NED) | 52,55     | Mollie O'Callaghanová (AUS)                  | 52,67      | Torri Huskeová (USA)                          | 52,89    |
| 200 m volný způsob   | Mollie O'Callaghanová (AUS) | 1:53,48   | Li Ping-ťie (CHN)                            | 1:54,52    | Claire Weinsteinová (USA)                     | 1:54,67  |
| 400 m volný způsob   | Summer McIntoshová (CAN)    | 3:56,26   | Li Ping-ťie (CHN)                            | 3:58,21    | Katie Ledecká (USA)                           | 3:58,49  |
| 800 m volný způsob   | Katie Ledecká (USA)         | 8:05,62   | Lani Pallisterová (AUS)                      | 8:05,98    | Summer McIntoshová (CAN)                      | 8:07,29  |
| 1500 m volný způsob  | Katie Ledecká (USA)         | 15:26,44  | Simona Quadarellaová (ITA)                   | 15:31,79ER | Lani Pallisterová (AUS)                       | 15:41,18 |
| 50 m znak            | Katharine Berkoffová (USA)  | 27,08     | Regan Smithová (USA)                         | 27,25      | Wan Le-tchien (CHN)                           | 27,30    |
| 100 m znak           | Kaylee McKeownová (AUS)     | 57,16     | Regan Smithová (USA)                         | 57,35      | Katharine Berkoffová (USA)                    | 58,15    |
| 200 m znak           | Kaylee McKeownová (AUS)     | 2:03,33   | Regan Smithová (USA)                         | 2:04,29    | Claire Curzanová (USA)                        | 2:06,04  |
| 50 m motýlek         | Gretchen Walshová (USA)     | 24,83     | Alexandria Perkinsová (AUS)                  | 25,31      | Roos Vanotterdijková (BEL)                    | 25,43    |
| 100 m motýlek        | Gretchen Walshová (USA)     | 54,73     | Roos Vanotterdijková (BEL)                   | 55,84      | Alexandria Perkinsová (AUS)                   | 56,33    |
| 200 m motýlek        | Summer McIntoshová (CAN)    | 2:01,99   | Regan Smithová (USA)                         | 2:04,99    | Elizabeth Dekkersová (AUS)                    | 2:06,12  |
| 50 m prsa            | Rūta Meilutytė (LTU)        | 29,55     | Tchang Čchien-tching (CHN)                   | 30,03      | Benedetta Pilatová (ITA)                      | 30,14    |
| 100 m prsa           | Anna Elendtová (GER)        | 1:05,19   | Kate Douglassová (USA)                       | 1:05,27    | Tchang Čchien-tching (CHN)                    | 1:05,64  |
| 200 m prsa           | Kate Douglassová (USA)      | 2:18,50   | Jevgenija Čikunovová (AIN)                   | 2:19,96    | Kaylene Corbettová (RSA) Alina Zmušková (AIN) | 2:23,52  |
| 200 m polohový závod | Summer McIntoshová (CAN)    | 2:06,69   | Alex Walshová (USA)                          | 2:08,58    | Mary-Sophie Harveyová (CAN)                   | 2:09,15  |
| 400 m polohový závod | Summer McIntoshová (CAN)    | 4:25,78   | Jenna Forresterová (AUS) Mio Naritaová (JPN) | 4:33,26    |                                               |          |

### Štafety
| Muži                   | Zlato | Zlato      | Stříbro | Stříbro    | Bronz | Bronz   |
| ---------------------- | --- | ---------- | --- | ---------- | --- | ------- |
| 4×100 m volný způsob   | Austrálie Flynn Southam Kai Taylor Maximillian Giuliani Kyle Chalmers                                                                                 | 3:08,97    | Itálie Carlos D'Ambrosio Thomas Ceccon Lorenzo Zazzeri Manuel Frigo Leonardo Deplano(r)                                                                       | 3:09,58    | USA Jack Alexy Patrick Sammon Chris Guiliano Jonny Kulow Shaine Casas(r) Destin Lasco(r)                                          | 3:09,64 |
| 4×200 m volný způsob   | Spojené království Matt Richards James Guy Jack McMillan Duncan Scott Evan Jones(r) Tom Dean(r)                                                       | 6:59,84    | Čína Ťi Sin-ťie Pchan Čan-le Wang Šun Čang Čan-šuo Fej Li-wej(r)                                                                                              | 7:00,91    | Austrálie Flynn Southam Charlie Hawke Kai Taylor Maximillian Giuliani Edward Sommerville(r)                                       | 7:00,98 |
| 4×100 m polohový závod | Individuální neutrální sportovci Miron Lifincev Kirill Prigoda Andrej Minakov Jegor Korněv Kliment Kolesnikov(r) Ivan Kožakin(r) Ivan Girev(r)        | 3:26,93 ER | Francie Yohann Ndoye-Brouard Léon Marchand Maxime Grousset Yann Le Goff Jeremie Delbois(r) Clément Secchi(r)                                                  | 3:27,96    | USA Tommy Janton Josh Matheny Dare Rose Jack Alexy Campbell McKean(r)                                                             | 3:28,62 |
| Ženy                   | Zlato | Zlato      | Stříbro | Stříbro    | Bronz | Bronz   |
| 4×100 m volný způsob   | Austrálie Mollie O'Callaghanová Meg Harrisová Milla Jansenová Olivia Wunschová Abbey Webbová(r) Hannah Caseyová(r)                                    | 3:30,60    | USA Simone Manuelová Kate Douglassová Erin Gemmellová Torri Huskeová Anna Moeschová(r)                                                                        | 3:31,04    | Nizozemsko Milou van Wijková Tessa Gieleová Sam van Nunenová Marrit Steenbergenová Femke Spieringová(r)                           | 3:33,89 |
| 4×200 m volný způsob   | Austrálie Lani Pallisterová Jamie Perkinsová Brittany Castelluzzová Mollie O'Callaghanová Abbey Webbová(r) Hannah Caseyová(r) Milla Jansenová(r)      | 7:39,35    | USA Claire Weinsteinová Anna Peplowski Erin Gemmellová Katie Ledecká Simone Manuelová(r) Anna Moeschová(r) Bella Simsová(r)                                   | 7:40,01    | Čína Liou Ja-sin Jang Pchej-čchi Jü I-tching Li Ping-ťie Jü C'-ti(r) Wu Čching-feng(r)                                            | 7:42,99 |
| 4×100 m polohový závod | USA Regan Smithová Kate Douglassová Gretchen Walshová Torri Huskeová Katharine Berkoffová(r) Lilly Kingová(r) Claire Curzanová(r) Simone Manuelová(r) | 3:49,34 WR | Austrálie Kaylee McKeownová Ella Ramsayová Alexandria Perkinsová Mollie O'Callaghanová Sienna Tooheyová(r)                                                    | 3:52,67    | Čína Pcheng Sü-wej Tchang Čchien-tching Čang Jü-fej Čcheng Jü-ťie Wan Le-tchien(r) Jang Čchan(r) Jü I-tching(r) Wu Čching-feng(r) | 3:54,77 |
| Mix                    | Zlato | Zlato      | Stříbro | Stříbro    | Bronz | Bronz   |
| 4×100 m volný způsob   | USA Jack Alexy Patrick Sammon Kate Douglassová Torri Huskeová Chris Guiliano Jonny Kulow(r) Simone Manuelová(r)                                       | 3:18,48 WR | Individuální neutrální sportovci Jegor Korněv Ivan Girov Darija Klepikovová Daria Trofimovová Vladislav Grinev(r) Alina Gajfutdinová(r) Milana Stěpanovová(r) | 3:19,68 ER | Francie Maxime Grousset Yann Le Goff Marie Wattelová Béryl Gastaldellová Rafael Fente-Damers(r) Albane Cachotová(r)               | 3:21,35 |
| 4×100 m polohový závod | Individuální neutrální sportovci Miron Lifincev Kirill Prigoda Darija Klepikovová Daria Trofimovová Danil Semjaninov(r) Alexandra Kuzněcovová(r)      | 3:37,97    | Čína Sü Ťia-jü Čchin Chaj-jang Čang Jü-fej Wu Čching-feng Tung Č'-chao(r) Jü I-tching(r) Čcheng Jü-ťie(r)                                                     | 3:39,99    | Kanada Kylie Masseová Oliver Dawson Joshua Liendo Taylor Rucková Ingrid Wilmová(r) Brooklyn Douthwrightová(r)                     | 3:40,90 |